# Rhoptromeris strobigena
Rhoptromeris strobigena är en stekelart som beskrevs av Göran Nordlander och Grijpma 1991. Rhoptromeris strobigena ingår i släktet Rhoptromeris, och familjen glattsteklar. Arten är reproducerande i Sverige.